# Grafen
 Der er for få eller ingen kildehenvisninger i denne artikel, hvilket er et problem. Du kan hjælpe ved at angive troværdige kilder til de påstande, som fremføres i artiklen.

Grafen eller grafén er et ét-atomigt Carbon-lag, der består udelukkende af carbonatomer med sp2-bindinger i et regulært heksagonalt gitter og frit bevægelige π-elektroner. Grafen er transparant, elektrisk ledende, varmeledende og 200 gange stærkere end stål, hvilket gør at det bliver betegnet som et mirakelmateriale.
Opdagelsen af grafen gjorde at Andre Geim og Konstantin Novoselov i 2010 fik Nobelprisen i fysik, da man før kun havde beskæftiget sig med grafen teoretisk, og man ikke mente at det var stabilt.
Grafen er en to-dimensional version af Buckminsterfulleren eller 'Buckyballs' og kulstof-nanorør.
Mekanisk og elektrisk er grafen bemærkelsesværdigt samtidig med at det er en fantastisk varmeleder – faktisk den bedste kendte varmeleder – hvilket tilsammen gør grafen til et vidunderstof i computerindustrien. Den mindste transistor er blevet fremstillet af grafen. Grafen kan lede elektrisk strøm, enten som ledere eller som halvledere.

## Fremstilling
Der findes flere metoder til fremstilling af grafen.

### Kløvet grafen
Den første metode, som blev brugt til opdagelsen, er den såkaldte Tape-metode (på engelsk: Scotch-tape-method), hvor man lægger et stykke grafit på et stykke tape. Derefter trækker man det af, hvorefter der ligger et tyndere lag grafit tilbage, som forhåbentligt er grafen. Efter man har gjort dette en del gange overføres grafenen til en siliciumskive, hvorefter man kan studere grafen. Dette er en billig og simpel fremstillingsmetode, dog er det nogle uregelmæssige stykker man får og der er meget grafit mellem det.[kilde mangler]

### Chemical vapor deposition
En anden meget brugt metode er at lade en nikkel- eller kobberskive blive udsat for en carbondamp. Derved vil carbonatomerne sætte sig på metaloverfladen og der vil dannes et lag grafen. Dog er det muligt at der dannes flere lag og der kan også være forureninger eller "fejl" (huller eller andre uregelmæssigheder) i grafenen.[kilde mangler]

## Egenskaber
Grafen er et materiale med nogle meget interessante egenskaber. Det er ekstremt stærkt i forhold til størrelse og vægt. Desuden har det en meget høj elektronmobilitet og det fungerer som en halvleder uden båndgab. Især de elektriske egenskaber gør at man ønsker at kunne fremstille store mængder grafen, da man håber at det kan bruges i stedet for silicium i halvlederindustrien.[kilde mangler]
Da grafen består af kulstof, er det generelt ikke farligt, men det kommer helt an på forholdene, og forskning mangler. Meget små partikler er skadelige at indånde.

## Historie
Kunstig Intelligens (AI) er siden 2018 blevet inddraget i udvikling af grafen.

## Eksterne links
- Grafens egenskaber
- Halvledere af GaAs på grafen. Videnskab.dk
- Introducing Graphene. Video. Cambridge University